# Marcelo Dupont

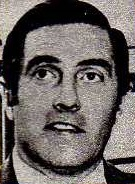
Marcelo Dupont en abril de 1982

Marcelo Dupont (Buenos Aires, 1935 - Id; 30 de septiembre de 1982) fue un publicista argentino. Su asesinato, ocurrido durante la última dictadura cívico-militar argentina (1976-1983) es considerado como uno de los casos de homicidio más crueles y escandalosos de aquel momento.

## Historia
El caso del homicidio del publicista Marcelo Dupont, hermano del diplomático Gregorio Dupont y amigo de la escritora Elena Holmberg, cobró permanente notoriedad por la debida dimensión que la prensa confirió a los episodios de su investigación, ya en las postrimerías de la última dictadura después de la Guerra de Malvinas; ya que todo indicaba la íntima relación existente entre su deceso y el conocimiento que Dupont o su hermano pudieran tener sobre los motivos del asesinato de Elena Holmberg en plena dictadura (1978).
El terrible caso comienza cuando su hermano Gregorio declaraba en el proceso por la desaparición y asesinato de Holmberg, y contaba todo lo que sabía; es decir, involucró directamente al Almirante Emilio Massera. Al parecer, la escritora le había confesado a este sobre lo que descubrió: el Almirante Emilio Massera tenía ambiciones políticas y había traicionado a Jorge Rafael Videla reuniéndose con el líder montonero Mario Firmenich, y entregándole una abultada suma de dinero (más de un millón de dólares), a cambio de su colaboración para exterminar lo que quedaba activo de esa organización en el Viejo Continente (Europa). Holmberg fue secuestrada el 20 de diciembre de 1978 (frente a testigos, cuando salía del Ministerio de Relaciones Exteriores), y su cadáver apareció el 11 de enero de 1979 en el Río Luján, exhibiendo un avanzado estado de putrefacción.
La tarde del 30 de septiembre de 1982, el publicista Marcelo Dupont (sin vinculación política alguna), pasó por la oficina del publicista Iván Allende Iriarte, una costumbre que repetía todos los días. Ese día en particular bebió un vaso de leche y según pudo saber la investigación judicial de la causa más tarde, estaba preocupado porque creía que un Ford Falcon oscuro lo seguía, que era el sinónimo de tener la muerte pisándole los talones. Dupont fue secuestrado y su cuerpo apareció el 7 de octubre de 1982, arrojado desde un edificio en construcción en la calle Ocampo, pleno Palermo Chico. Se intentó hacer parecer el hecho como un accidente, pero en el cuerpo de la víctima se encontró marcas de torturas con picana eléctrica. La sociedad porteña quedó consternada, y el caso tuvo amplia cobertura, incluso en medios como la Revista Gente. Dupont tenía 47 años.
Según investigaciones detalladas en el libro Argentinos: Quinientos años entre el Cielo y el Infierno del periodista Jorge Lanata, tanto el Capitán de Navío Eduardo Osvaldo Invierno como el Teniente de Fragata Jorge Carlos Rádice fueron los autores materiales directos de los asesinatos de la diplomática Elena Holmberg y del publicista Marcelo Dupont.
La usina de difamaciones y mentiras al respecto del homicidio de Dupont se sostuvo durante un tiempo luego del mismo, debido a que los servicios de inteligencia argentinos inventaron un falso viaje de Dupont usando la cédula de identidad del mismo, lo cual era una operación corriente en el caso de los secuestrados y detenidos-desaparecidos de la última dictadura. Dupont padre, cuya autopsia reveló que sufrió horribles torturas antes de morir y que fue tirado desde lo alto de un edificio ya casi fallecido, dejó una familia con hijos que nunca pudo recomponerse del todo, y en cierta forma su asesinato fue ninguneado por años por los historiadores y periodistas, hasta bien entrado el siglo XXI.